# 特罗斯纳战役
特罗斯纳战役（俄语：Тро́сненская би́тва）是1368年11月21日立陶宛大公国军队與莫斯科大公国軍隊之間的一場衝突，戰鬥地點位於特罗斯纳河。最終立陶宛大公国獲勝。